# Abdij van Waten

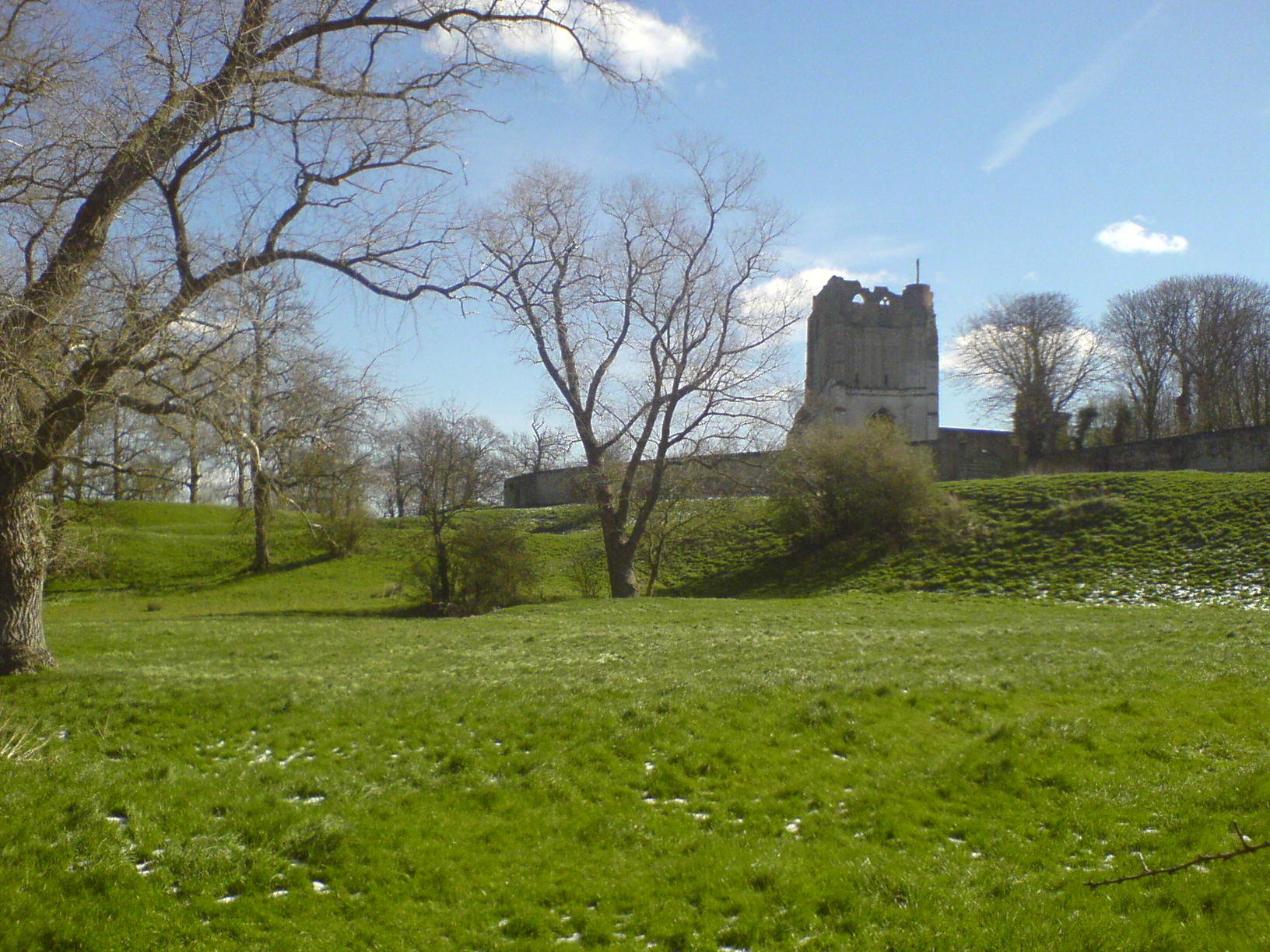
Restanten van de abdij

De Abdij van Waten (Notre Dame du Mont of Onze-Lieve-Vrouw ten Berg) was een augustijner abdij in het Noord-Franse Waten (Watten). Zij werd op last van de bisschop afgebroken in 1769 en verkocht tijdens de Franse Revolutie (1789). Enkel de toren bleef behouden als baken voor de zeevaarders.

## Geschiedenis
In 874 werd op de Watenberg een aan Sint-Rikiers (Richarius) gewijde kapel gebouwd.  In 1072 stichtte  Robrecht I de Fries, graaf van Vlaanderen, er een mannenklooster, dat van diens opvolger, Robrecht II van Jeruzalem, uitgestrekte domeinen ontving. Graaf Diederik van de Elzas werd er in 1168 begraven. De inkomsten van de abdij werden in 1560 toegewezen aan het nieuw opgerichte bisdom Omaars, na de vernietiging in 1553 van de oude bisschopsstad Terwaan. Geplunderd door de Geuzen en verbrand door de troepen van François de La Noue, werd de abdij geheel verlaten, tot de bisschop er rond 1608 Engelse jezuïeten in onderbracht. Die orde werd evenwel opgeheven in 1762, waardoor de gebouwen terug aan het bisdom vielen. Ze werden kort daarop gesloopt om plaats en materiaal te leveren voor de landelijke residentie van bisschop M.H. de Conzié, waarbij slechts de toren van de voormalige 14e-eeuwse abdijkerk behouden werd als baken voor de zeevaarders. Na de aanhechting bij Frankrijk werd het strategisch gelegen complex tussen 1644 en 1662 omgeven door een aarden fort in de geest van Vauban.
Johan Valckenaer, Herman Willem Daendels en Adam Gerard Mappa huurden tussen 1787 en 1792 op initiatief van Wybo Fijnje de abdij, boven op een heuvel met een fraai uitzicht. De vier gezinnen en drie vrijgezellen brachten de kamers op orde, verbouwden groente en speelden biljart.
De plaatselijke heemkring Les Amis du Vieux Watten et de sa Région hebben tweemaal rond de abdij gepubliceerd. Een eerste bijdrage bestaat uit een geschiedenis gecombineerd met een actuele beschrijving van het complex, opgenomen in een speciale uitgave van hun Bulletin uit 1988; een tweede bestond in de heruitgave van abbé Harrau's "Monastère de Watten" (1906) in hun Bulletin nr 32 van januari 1998.